# Ян Вергейєн
Ян Вергейєн (нід. Jan Verheijen, 30 листопада 1896 — 29 квітня 1973) — нідерландський важкоатлет.
Бронзовий призер Олімпійських Ігор 1928 року в напівважкій вазі.